# Europees kampioenschap voetbal onder 18 - 2000 (kwalificatie)
De kwalificatie voor het Europees kampioenschap voetbal voor mannen onder 18 jaar van 2000 werd gespeeld tussen 14 september 1999 en 17 mei 2000. Er zouden in totaal zeven landen kwalificeren voor het eindtoernooi dat in juli 2000 heeft plaatsgevonden in Duitsland. Het gastland hoefde geen kwalificatiewedstrijden te spelen, maar was als gastland automatisch gekwalificeerd. In totaal deden er 50 landen van de UEFA mee.

## Gekwalificeerde landen
| # | Land      | Gekwalificeerd als    |
| - | --------- | --------------------- |
| 1 | Duitsland | Gastland              |
| 2 | Oekraïne  | Winnaars tweede ronde |
| 3 | Rusland   | Winnaars tweede ronde |
| 4 | Finland   | Winnaars tweede ronde |
| 5 | Tsjechië  | Winnaars tweede ronde |
| 6 | Kroatië   | Winnaars tweede ronde |
| 7 | Nederland | Winnaars tweede ronde |
| 8 | Frankrijk | Winnaars tweede ronde |

## Eerste ronde

### Groep 1
De wedstrijden werden gespeeld tussen 9 en 13 oktober in Roemenië.
| Pos | Team                  | Wed | W | G | V | Ptn | DV | DT | +/− | Kwalificatie                    |   | UKR | ROU | BIH | BUL |
| --- | --------------------- | --- | - | - | - | --- | -- | -- | --- | ------------------------------- | - | --- | --- | --- | --- |
| 1   | Oekraïne              | 3   | 1 | 2 | 0 | 5   | 5  | 1  | +4  | Geplaatst voor de tweede ronde. |   | —   | 0–0 | 1–1 | 4–0 |
| 2   | Roemenië              | 3   | 1 | 2 | 0 | 5   | 5  | 3  | +2  |                                 |   | —   | —   | 3–1 | 2–2 |
| 3   | Bosnië en Herzegovina | 3   | 1 | 1 | 1 | 4   | 4  | 4  | 0   |                                 | — | —   | —   | 2–0 |     |
| 4   | Bulgarije             | 3   | 0 | 1 | 2 | 1   | 2  | 8  | −6  |                                 | — | —   | —   | —   |     |

### Groep 2
De wedstrijden werden gespeeld tussen 14 en 18 september in Zweden.
| Pos | Team          | Wed | W | G | V | Ptn | DV | DT | +/− | Kwalificatie                    |   | NIR | SWE | EST | LUX |
| --- | ------------- | --- | - | - | - | --- | -- | -- | --- | ------------------------------- | - | --- | --- | --- | --- |
| 1   | Noord-Ierland | 3   | 3 | 0 | 0 | 9   | 10 | 2  | +8  | Geplaatst voor de tweede ronde. |   | —   | 3–1 | 3–1 | 4–0 |
| 2   | Zweden        | 3   | 1 | 1 | 1 | 4   | 7  | 5  | +2  |                                 |   | —   | —   | 5–1 | 1–1 |
| 3   | Estland       | 3   | 1 | 0 | 2 | 3   | 3  | 8  | −5  |                                 | — | —   | —   | 1–0 |     |
| 4   | Luxemburg     | 3   | 0 | 1 | 2 | 1   | 1  | 6  | −5  |                                 | — | —   | —   | —   |     |

### Groep 3
De wedstrijden werden gespeeld tussen 6 en 10 oktober 1999 in Engeland.
| Pos | Team       | Wed | W | G | V | Ptn | DV | DT | +/− | Kwalificatie                    |   | ESP | ENG | CYP | SMR |
| --- | ---------- | --- | - | - | - | --- | -- | -- | --- | ------------------------------- | - | --- | --- | --- | --- |
| 1   | Spanje     | 3   | 3 | 0 | 0 | 9   | 10 | 0  | +10 | Geplaatst voor de tweede ronde. |   | —   | 2–0 | 2–0 | 6–0 |
| 2   | Engeland   | 3   | 2 | 0 | 1 | 6   | 12 | 2  | +10 |                                 |   | —   | —   | 3–0 | 9–0 |
| 3   | Cyprus     | 3   | 1 | 0 | 2 | 3   | 3  | 5  | −2  |                                 | — | —   | —   | 3–0 |     |
| 4   | San Marino | 3   | 0 | 0 | 3 | 0   | 0  | 18 | −18 |                                 | — | —   | —   | —   |     |

### Groep 4
De wedstrijden werden gespeeld tussen 9 en 13 oktober 1999 in Belgie.
| Pos | Team        | Wed | W | G | V | Ptn | DV | DT | +/− | Kwalificatie                    |   | BEL | RUS | BLR | YUG |
| --- | ----------- | --- | - | - | - | --- | -- | -- | --- | ------------------------------- | - | --- | --- | --- | --- |
| 1   | België      | 3   | 2 | 0 | 1 | 6   | 4  | 2  | +2  | Geplaatst voor de tweede ronde. |   | —   | 0–1 | 2–0 | 2–1 |
| 2   | Rusland     | 3   | 2 | 0 | 1 | 6   | 5  | 5  | 0   |                                 |   | —   | —   | 2–4 | 2–1 |
| 3   | Wit-Rusland | 3   | 1 | 0 | 2 | 3   | 7  | 8  | −1  |                                 | — | —   | —   | 3–4 |     |
| 4   | Joegoslavië | 3   | 1 | 0 | 2 | 3   | 6  | 7  | −1  |                                 | — | —   | —   | —   |     |

### Groep 5
De wedstrijden werden gespeeld tussen 22 en 26 oktober 1999 in Portugal.
| Pos | Team      | Wed | W | G | V | Ptn | DV | DT | +/− | Kwalificatie                    |   | SVK | POR | SLO | MDA |
| --- | --------- | --- | - | - | - | --- | -- | -- | --- | ------------------------------- | - | --- | --- | --- | --- |
| 1   | Slowakije | 3   | 2 | 1 | 0 | 7   | 9  | 1  | +8  | Geplaatst voor de tweede ronde. |   | —   | 1–1 | 1–0 | 7–0 |
| 2   | Portugal  | 3   | 2 | 1 | 0 | 7   | 6  | 2  | +4  |                                 |   | —   | —   | 1–0 | 4–1 |
| 3   | Slovenië  | 3   | 0 | 1 | 2 | 1   | 1  | 3  | −2  |                                 | — | —   | —   | 1–1 |     |
| 4   | Moldavië  | 3   | 0 | 1 | 2 | 1   | 2  | 12 | −10 |                                 | — | —   | —   | —   |     |

### Groep 6
De wedstrijden werden gespeeld tussen 27 september en 1 oktober 1999 in Finland.
| Pos | Team      | Wed | W | G | V | Ptn | DV | DT | +/− | Kwalificatie                    |   | FIN | HUN | ALB | FAR |
| --- | --------- | --- | - | - | - | --- | -- | -- | --- | ------------------------------- | - | --- | --- | --- | --- |
| 1   | Finland   | 3   | 3 | 0 | 0 | 9   | 7  | 3  | +4  | Geplaatst voor de tweede ronde. |   | —   | 3–2 | 2–1 | 2–0 |
| 2   | Hongarije | 3   | 2 | 0 | 1 | 6   | 9  | 5  | +4  |                                 |   | —   | —   | 2–0 | 5–2 |
| 3   | Albanië   | 3   | 1 | 0 | 2 | 3   | 4  | 5  | −1  |                                 | — | —   | —   | 3–1 |     |
| 4   | Faeröer   | 3   | 0 | 0 | 3 | 0   | 3  | 10 | −7  |                                 | — | —   | —   | —   |     |

### Groep 7
De wedstrijden werden gespeeld tussen 19 en 23 oktober 1999 in Denemarken.
| Pos | Team       | Wed | W | G | V | Ptn | DV | DT | +/− | Kwalificatie                    |   | CZE | DEN | LTU | LAT |
| --- | ---------- | --- | - | - | - | --- | -- | -- | --- | ------------------------------- | - | --- | --- | --- | --- |
| 1   | Tsjechië   | 3   | 3 | 0 | 0 | 9   | 10 | 0  | +10 | Geplaatst voor de tweede ronde. |   | —   | 2–0 | 3–0 | 5–0 |
| 2   | Denemarken | 3   | 2 | 0 | 1 | 6   | 12 | 3  | +9  |                                 |   | —   | —   | 5–1 | 7–0 |
| 3   | Litouwen   | 3   | 1 | 0 | 2 | 3   | 3  | 9  | −6  |                                 | — | —   | —   | 2–1 |     |
| 4   | Letland    | 3   | 0 | 0 | 3 | 0   | 1  | 14 | −13 |                                 | — | —   | —   | —   |     |

### Groep 8
De wedstrijden werden gespeeld tussen 20 en 24 september 1999 in Wales.
| Pos | Team        | Wed | W | G | V | Ptn | DV | DT | +/− | Kwalificatie                    |   | ITA | SUI | WAL | GEO |
| --- | ----------- | --- | - | - | - | --- | -- | -- | --- | ------------------------------- | - | --- | --- | --- | --- |
| 1   | Italië      | 3   | 2 | 1 | 0 | 7   | 7  | 3  | +4  | Geplaatst voor de tweede ronde. |   | —   | 0–0 | 5–2 | 2–1 |
| 2   | Zwitserland | 3   | 2 | 1 | 0 | 7   | 5  | 1  | +4  |                                 |   | —   | —   | 1–0 | 4–1 |
| 3   | Wales       | 3   | 1 | 0 | 2 | 3   | 5  | 7  | −2  |                                 | — | —   | —   | 3–1 |     |
| 4   | Georgië     | 3   | 0 | 0 | 3 | 0   | 3  | 9  | −6  |                                 | — | —   | —   | —   |     |

### Groep 9
De wedstrijden werden gespeeld tussen 12 en 16 oktober 1999 in Andorra.
| Pos | Team        | Wed | W | G | V | Ptn | DV | DT | +/− | Kwalificatie                    |   | AUT | GRE | AND  |
| --- | ----------- | --- | - | - | - | --- | -- | -- | --- | ------------------------------- | - | --- | --- | ---- |
| 1   | Oostenrijk  | 2   | 1 | 1 | 0 | 4   | 14 | 3  | +11 | Geplaatst voor de tweede ronde. |   | —   | 3–3 | 11–0 |
| 2   | Griekenland | 2   | 1 | 1 | 0 | 4   | 12 | 3  | +9  |                                 |   | —   | —   | 9–0  |
| 3   | Andorra     | 2   | 0 | 0 | 2 | 0   | 0  | 20 | −20 |                                 | — | —   | —   |      |

### Groep 10
De wedstrijden werden gespeeld tussen 14 en 18 oktober 1999 in Kroatië.
| Pos | Team            | Wed | W | G | V | Ptn | DV | DT | +/− | Kwalificatie                    |   | CRO | ISL | MKD |
| --- | --------------- | --- | - | - | - | --- | -- | -- | --- | ------------------------------- | - | --- | --- | --- |
| 1   | Kroatië         | 2   | 2 | 0 | 0 | 6   | 6  | 0  | +6  | Geplaatst voor de tweede ronde. |   | —   | 2–0 | 4–0 |
| 2   | IJsland         | 2   | 0 | 1 | 1 | 1   | 0  | 2  | −2  |                                 |   | —   | —   | 0–0 |
| 3   | Noord-Macedonië | 2   | 0 | 1 | 1 | 1   | 0  | 4  | −4  |                                 | — | —   | —   |     |

### Groep 11
De wedstrijden werden gespeeld tussen 15 en 19 september 1999 in Noorwegen.
| Pos | Team      | Wed | W | G | V | Ptn | DV | DT | +/− | Kwalificatie                    |   | NOR | TUR | POL |
| --- | --------- | --- | - | - | - | --- | -- | -- | --- | ------------------------------- | - | --- | --- | --- |
| 1   | Noorwegen | 2   | 2 | 0 | 0 | 6   | 7  | 3  | +4  | Geplaatst voor de tweede ronde. |   | —   | 4–1 | 3–2 |
| 2   | Turkije   | 2   | 1 | 0 | 1 | 3   | 6  | 7  | −1  |                                 |   | —   | —   | 5–3 |
| 3   | Polen     | 2   | 0 | 0 | 2 | 0   | 5  | 8  | −3  |                                 | — | —   | —   |     |

### Groep 12
De wedstrijden werden gespeeld tussen 15 en 19 oktober 1999 in Azerbeidzjan.
| Pos | Team         | Wed | W | G | V | Ptn | DV | DT | +/− | Kwalificatie                    |   | NED | ISR | AZE |
| --- | ------------ | --- | - | - | - | --- | -- | -- | --- | ------------------------------- | - | --- | --- | --- |
| 1   | Nederland    | 2   | 1 | 1 | 0 | 4   | 5  | 3  | +2  | Geplaatst voor de tweede ronde. |   | —   | 3–3 | 2–0 |
| 2   | Israël       | 2   | 1 | 1 | 0 | 4   | 5  | 4  | +1  |                                 |   | —   | —   | 2–1 |
| 3   | Azerbeidzjan | 2   | 0 | 0 | 2 | 0   | 1  | 4  | −3  |                                 | — | —   | —   |     |

### Groep 13
De wedstrijden werden gespeeld tussen 25 en 29 oktober 1999 in Frankrijk.
| Pos | Team      | Wed | W | G | V | Ptn | DV | DT | +/− | Kwalificatie                    |   | FRA | SCO | ARM |
| --- | --------- | --- | - | - | - | --- | -- | -- | --- | ------------------------------- | - | --- | --- | --- |
| 1   | Frankrijk | 2   | 2 | 0 | 0 | 6   | 8  | 0  | +8  | Geplaatst voor de tweede ronde. |   | —   | 3–0 | 5–0 |
| 2   | Schotland | 2   | 1 | 0 | 1 | 3   | 2  | 4  | −2  |                                 |   | —   | —   | 2–1 |
| 3   | Armenië   | 2   | 0 | 0 | 2 | 0   | 1  | 7  | −6  |                                 | — | —   | —   |     |

### Groep 14
De wedstrijden werden gespeeld tussen 22 en 26 november 1999 in Malta.
| Pos | Team          | Wed | W | G | V | Ptn | DV | DT | +/− | Kwalificatie                    |   | IRL | LIE | MLT |
| --- | ------------- | --- | - | - | - | --- | -- | -- | --- | ------------------------------- | - | --- | --- | --- |
| 1   | Ierland       | 2   | 2 | 0 | 0 | 6   | 3  | 0  | +3  | Geplaatst voor de tweede ronde. |   | —   | 2–0 | 1–0 |
| 2   | Liechtenstein | 2   | 1 | 0 | 1 | 3   | 2  | 3  | −1  |                                 |   | —   | —   | 2–1 |
| 3   | Malta         | 2   | 0 | 0 | 2 | 0   | 1  | 3  | −2  |                                 | — | —   | —   |     |

## Tweede ronde
De wedstrijden vonden plaats tussen 5 april en 17 mei 2000.
| Groep   | Team 1    | Totaal | Team 2        | 1e wedstrijd | 2e wedstrijd |
| ------- | --------- | ------ | ------------- | ------------ | ------------ |
| Groep 1 | Oekraïne  | 3–2    | Noord-Ierland | 1–0          | 2–2          |
| Groep 2 | Rusland   | 2–1    | Spanje        | 0–0          | 2–1          |
| Groep 3 | Finland   | 3–3    | Slowakije     | 1–2          | 2–1          |
| Groep 4 | Tsjechië  | 3–1    | Italië        | 2–1          | 1–0          |
| Groep 5 | Kroatië   | 4–1    | Oostenrijk    | 2–1          | 2–0          |
| Groep 6 | Nederland | 3–2    | Noorwegen     | 1–0          | 2–2          |
| Groep 7 | Frankrijk | 2–0    | Ierland       | 0–0          | 2–0          |